# Conferenza intergovernativa
Una conferenza intergovernativa (nell'ambito dell'Unione europea indicata con l'acronimo CIG) è un negoziato condotto tra i rappresentanti dei governi degli stati membri di un gruppo o confederazione, in esito al quale i trattati possono essere modificati o emendati.
L'importanza della Conferenza è rilevante nell'ordinamento dell'Unione europea in quanto i cambiamenti della struttura istituzionale e giuridica, o il contenuto dei trattati, sono il risultato di conferenze intergovernative (per esempio: Atto unico europeo del 1986 e Trattato sull'Unione europea del 1992).
Questa opportunità di aumentare l'integrazione a livello europeo è stata invece meno evidente per la CIG riunitasi ad Amsterdam nel 1997.
Può anche essere convocata una Conferenza Intergovernativa prima di procedere ad un processo di ampliamento dell'UE. 
La Conferenza si svolge mediante riunioni, di solito mensili, con la presenza di solito dei ministri degli Affari Esteri. Possono richiedere anche un anno o più e devono portare a conclusioni approvate all'unanimità. 
I lavori di tale assemblea sono preparati da un gruppo composto da un rappresentante di ciascun Ministero degli Affari esteri degli Stati membri e dal Commissario incaricato delle questioni istituzionali. All'organizzazione pratica provvede il Segretariato generale del Consiglio.
Il Parlamento europeo viene regolarmente informato in merito allo stato di avanzamento dei lavori e, ove lo consideri opportuno, può esprimere il proprio punto di vista su tutte le questioni.